# 하이~힐
《조문경의 하이~힐》은 대한민국 부산광역시·경상남도 민영방송사 KNN의 라디오 KNN 파워FM(부산 FM 99.9MHz/기장, 정관, 양산 FM 96.3MHz/창원 FM 102.5MHz/진주 FM 105.5MHz/거창 FM 106.7MHz)에서 조문경 기상캐스터의 진행으로 방송되는 라디오 프로그램이다. 2023년 4월 2일 자로 7년만에 폐지되었다.

## 역대 진행자
- 전수진 (前 KNN 리포터) : 2016년 5월 10일 ~ 2019년 5월 6일 (해외이민으로 하차)
- 조문경 (KNN 기상캐스터) : 2019년 5월 7일 ~ 2023년 4월 2일

## 코너소개

### 매일 코너
- 1부 오늘의 랜덤퀴즈
- 2부 포토문자타임!! 오늘 저녁은 뭐 드세요?
- 청취자와 리얼 전화연결 타임 "수고했어 오늘도"

### 요일별 코너
- 월요일 : 준비하시고 노래 쏘세요~대박행운 노또쇼(게스트 : 배우 성주원), 하이힐 탑골공원 (90-2000년대 메가히트송 메들리TIME)
- 화요일 : 영알못도 맞추는 팝송퀴즈 (게스트: 이해리 아나운서), 릴레이 선곡
- 수요일 : 차트를 나르는 남자(게스트: 류성현리포터), 릴레이 선곡
- 목요일 : 숨겨진 보석같은 만화원장. 숨보만(게스트 : 네이버 연재 웹툰작가 배민기), 릴레이 선곡
- 금요일 : 아이돌 TMI퀴즈 (게스트 : 송영아 리포터), 불금 랜선 하이힐 클럽 개장
- 토요일 : 플랫폼스테레오 김진섭의 감성팝차트
- 일요일 : 신지원의 극과 극